# Fillmore Theatre: November 5th, 2003
Albums de Something Corporate
North
(2003)
Fillmore Theatre: November 5th, 2003 est un EP de Something Corporate contenant un enregistrement public du concert au théâtre Fillmore à San Francisco en Californie le 5 novembre 2003. L'album est sorti en édition limitée de seulement 10 000 exemplaires dans le monde.

## Liste des titres
1. "Punk Rock Princess" – 5:14
2. "21 And Invincible" – 4:06
3. "I Woke Up in a Car" – 5:30
4. "Ruthless" – 4:04
5. "Straw Dog" – 5:08
6. "Wait" – 5:53
7. "iF yoU C Jordan" – 6:03
8. "Drunk Girl" – 5:07

## Personnalités ayant collaboré à l'album
- Brian Ireland - Batterie
- Andrew McMahon - Piano, chant
- Kevin Page - Basse
- Josh Partington - Guitare
- William Tell - Guitare, chœurs